# Кузик Степан

Степан Кузик

Степан Кузик (18 квітня 1888 — 5 квітня 1947) — український політичний діяч, кооператор в Галичині. Посол до польського сейму у Варшаві від УНДО (у двох каденціях у 1928-35 рр.). Член Центрального Комітету УНДО.

## Біографія
Степан Кузик народився у с. Загір'я 18 квітня 1888 р. По закінченні народної школи за порадою пароха о. Андрія Пеленського батьки віддали здібного хлопця до української гімназії в Коломиї. По закінченні гімназії Степан Кузик студіював право й політичні науки у Львівському університеті, який закінчив до Першої світової війни. У часі навчання батьки не мали змоги достатньо забезпечити сина, і він мусив заробляти на своє утримання приватними лекціями. Однією з перших громадських справ, яку успішно провів Степан Кузик, була організація читальні «Просвіти» в Загір'ю в 1910 р. Через нього проходило все листування в справах читальні з Головним Виділом «Просвіти» у Львові, на його адресу зі Львова присилали книжки для читальні.

З вибухом Першої світової війни Степан Кузик пішов добровольцем до легіону Українських Січових Стрільців, однак по дорозі до Стрия, де був збірний пункт УСС, царські солдати захопили його разом з більшою групою добровольців і, як військовополонених, вислали в Росію, де він перебував аж до большевицького перевороту 1917 р. Визвольні змагання застали його в Харкові, де він зголосився до послуг уряду УНР. Його призначили на працю в МЗС і делегували як правного дорадника до української амбасади в Туреччині. Про свій побут у російському полоні і працю в часі визвольних змагань Степан Кузик не залишив ніяких спогадів.

Після війни Степан Кузик повернувся додому, одружився з донькою о. Лева Юрчинського, Меланією. Дружина була добрим помічником у його суспільно-громадській праці. Подружжя мало двох синів і доньку. Старший син Любомир (01.01.1920-17.07.1993) народився на парафії свого діда о. Лева Юрчинського в с. Добромірка на Поділлі. Згодом у подружжя народилася двійня — син Юрко і донька Рома. Короткий час Степан Кузик провадив спільно з д-ром Семеном Гладким адвокатську канцелярію в Рогатині. Співпрацював з папським шамбеляном (послом) о. Степаном Городецьким, що довгі роки очолював суспільно-громадську працю в Рогатинщині. Згодом сам очолив цей рух і став душею національного і господарського відродження повіту. Не було села в Рогатинщині, в якому Степан Кузик не був би 2-3 рази з різними рефератами, доповідями, нарадами, щоб відновити діяльність «Просвіти», кружків «Рідної Школи» і «Сільського Господаря», або організації кооператив, бо всі ті товариства під час війни були знищені.

Степан Кузик мав підприємницький хист, був добрим економістом і фінансистом, володів неабиякими організаторськими здібностями. Він розумів, що самою культурно-освітньою працею не вдасться вивести народ з економічного занепаду, що українському селянству треба допомогти самоорганізуватися економічно шляхом кооперації. Він включився в кооперативну роботу, пристав до акції т. зв. «Першої бригади кооператорів», яка в 1920-22 роках під проводом молодого та енергійного інженера й агронома Юліяна Павликовського, президента Ревізійного Союзу Українських Кооператив, почала свій переможний похід під кличем «До добра і краси», щоб перебудувати українське господарське життя власними силами на кооперативних основах. У 1922 р. під проводом Степана Кузика засновано в Рогатині Організаційний Кооперативний Комітет, що розпочав організацію сільських кооператив. У 1923 р. в Рогатинському повіті діяло вже 20 кооператив.

Посли до польського сейму Зиновій Пеленський, Степан Кузик, та англійський посол Дейвіс, перекладач Олесницький під час інспекції Галичини після пацифікації 1930 р.

Для ліквідації всіх проявів українського організованого життя польський уряд провів у 1930 р. державну терористичну акцію, так звану «пацифікацію». Поляки нищили доробок українських товариств, читальні «Просвіти», бібліотеки, театральний гардероб. Нищили господарства чільних українських громадян, арештовували політичних діячів. Постраждав також посол до сейму Степан Кузик, коли 6 вересня 1930 р., о 8-й годині ранку до його помешкання в Рогатині прийшов повітовий комісар поліції Гляйц із 5-ма поліцаями. Без судового дозволу, незважаючи на протести посла до сейму (депутата парламенту) Кузика, до 12 години дня поліція робила обшук. Нічого не знайшовши, Кузика арештували і під конвоєм відпровадили, як небезпечного злочинця, до комісаріату поліції. Коли ж Кузик не погодився на те, щоб йому робили відтиски пальців, і відмовився робити будь-які зізнання, його відправили до арешту повітового суду в Рогатині. На початку жовтня 1930 р. в польських тюрмах сиділо 16 послів-українців.

Ще у 1924 р. Степан Кузик бере участь у реорганізації Центросоюзу — крайової централі для всіх кооператив. Його вибирають до Надзірної Ради Центросоюзу. Цю функцію він виконував 20 років, а в 1942-44 рр. був головою Надзірної Ради. Від 1926 р. Степан Кузик у Раді найвищої кооперативної централі, Ревізійного Союзу Українських Кооператив у Львові, а згодом член Президії і віце-президент централі. У 1925-44 рр. він був також членом Надзірної Ради найстаршої кооперативної установи «Народна Торговля» у Львові, заснованої інженером В. Нагірним у 1883 р. Рівночасно він був у проводі Видавничої Спілки “Діло”, членом Головного Виділу «Просвіти», «Рідної Школи» і «Сільського Господаря» у Львові. Коли у 1935 р. відійшов на пенсію директор «Центробанку» Омелян Саєвич, один із перших директорів цієї установи, Степан Кузик погодився на пост директора «Центробанку». Він став побіч д-ра Костя Левицького, сеньйора української кооперації в Галичині, що був головним директором «Центробанку» і разом з ним та з інж. І. Ольховим розбудували цю установу на справжню центральну касу української кооперації в Західній Україні. На цьому посту Степан Кузик працював до вибуху Другої світової війни в 1939 р.

Українська Парламентарна Репрезентація на Конгресі Міжпарламентарної Унії 1928 р. в Берліні. Посередині полковник Євген Коновалець і посол Степан Кузик

Степан Кузик був активним політичним діячем. У двох каденціях у 1928-35 рр. він обирався послом до польського сейму в Варшаві від УНДО.
Будучи членом Центрального Комітету УНДО, Степан Кузик підтримував тісні зв'язки з проводом ОУН і виконував таємні вказівки Євгена Коновальця. Про це є інформація в архівних матеріалах польської поліції, про це заявляє у своїх спогадах колишній голова Філії «Просвіти» в Рогатині, діяч УСРП д-р Григорій Дмитрів. Користуючись депутатською недоторканністю, С. Кузик разом з послами до сейму від УНДО Д. Палієвим, В. Коханом, О. Яворським, Ю. Чукором за завданням ОУН перевозив з Гданська до Львова підпільну літературу, зброю та вибухівку. Найближчий соратник Кузика по праці в ОСК, член УНДО, княгиничанин Іван Поритко був членом УВО, а згодом ОУН. Не викликає сумніву, що значні матеріальні та фінансові ресурси ОСК завдяки Іванові Поритку та Степанові Кузику йшли на потреби ОУН.

У 1939 р. Степан Кузик виїхав до Кракова, де створено Український Центральний Комітет під проводом проф. В. Кубійовича. За дорученням УЦК він взявся до організації Центральної Каси Української Кооперації, яка на базі Українбанку в Ярославі з відділами в Кракові та Любліні, діяла для потреб українських кооператив Лемківщини, Засяння і Холмщини до 1943 р., обслуговуючи близько 1000 нових кооператив. У 1941 р. Степан Кузик на вимогу РСУК повернувся до Львова й разом з іншими кооператорами став до відбудови знищеної большевиками української кооперації. Йому припав обов'язок разом з інженером І. Ольховим і В. Коханом наново організувати «Центробанк». Він це завдання виконав блискуче, об'єднавши 72 повітових Українбанки, які обертали поважною сумою капіталів, обслуговуючи цілу мережу українських сільськогосподарських і торговельних кооператив, а також і приватний сектор.

У 1944 р. Степан Кузик, як і багато інших провідників українського громадського життя, йде на важку еміграційну мандрівку. Постійна загроза насильного повороту до СССР, журба про родину, головно про найстаршого сина Любомира, що був у дивізії «Галичина», про якого довший час не мав вістки, різні клопоти еміграційного життя підривають його здоров'я, внаслідок чого він захворів на цукровий діабет. Перебуваючи в таборі для переміщених осіб у Берхтесѓардені, зустрів нарешті сина, який втік до родини з табору полонених у Ріміні. Його племінник Іван Кузик, що Степан Кузик помер у таборі в нього на очах. Прийшовши у неділю з церкви після Служби Божої, Степан Кузик нахилився, щоб розшнурувати черевики, і впав мертвий від розриву серця. У публікації, присвяченій Степанові Кузику, Андрій Качор подає інформацію, що смерть настала в суботу 5 квітня 1947 р. у шпиталі на Швабінгу, в Баварії. Похорон відбувся 8 квітня в Берхтесѓардені при участі численної української громади емігрантів. Від української кооперації прощальне слово над гробом виголосив інж. Юліян Павликовський, колишній президент Ревізійного Союзу Українських Кооператив у Львові. Родина Степана Кузика 1953 р. емігрувала до США.